# Installation d'éclairage
Pour les articles homonymes, voir Installation.
Une installation d'éclairage est un ensemble cohérent de circuits électriques, d'appareils d'éclairage. Elle peut se situer dans un bâtiment ou un ensemble de bâtiments à usage d'habitation, industriel, commercial, ou de bureaux.
Dans le cadre du protocole de Kyoto, une installation d'éclairage doit répondre à un nombre croissant d'exigences